# Аленішко Володимир Олегович
Володимир Аленішко (біл. Уладзімір Алегавіч Алянішканар. 8 березня 1989, Борисов, Білорусь) — білоруський біатлоніст, учасник чемпіонатів світу та етапів кубка світу з біатлону. Чемпіон світу серед юніорів у спринті 2008 року.

## Виступи на чемпіонатах світу
| Рік  | Місце проведення | Інд | Спр | Пр | МС | Ест | ЗМ |
| 2011 | Ханти-Мансійськ  | 53  | 63  |    |    | 13  |    |
| 2012 | Рупольдинг       | 63  | 69  |    |    | 11  |    |

## Кар'єра в Кубку світу
Першим роком Володимира в біатлоні був 2003 рік, а починаючи з 2010 року він почав виступати за національну збірну Білорусі з біатлону.
- Дебют в кубку світу — 10 грудня 2010 року в спринті в Гохфільцені — 79 місце.
- Перше попадання в залікову зону — 15 грудня 2011 року в спринті в Гохфільцені — 33 місце.

## Загальний залік в Кубку світу
- 2011–2012 — 90-е місце (14 очок)

## Статистика стрільби
| № п/п | Сезон     | Загальна         | Індивідуальна гонка | Спринт         | Гонка переслідування | Мас-старт   | Естафета       |
| ----- | --------- | ---------------- | ------------------- | -------------- | -------------------- | ----------- | -------------- |
| 1     | 2010-2011 | 70,2 %(87/124)   | 90,0 % (18/20)      | 66,0 % (33/50) | 0,0 % (0/0)          | 0,0 % (0/0) | 66,7 % (36/54) |
| 2     | 2011-2012 | 86,4 % (178/206) | 90,0 % (18/20)      | 85,0 % (51/60) | 82,5 % (33/40)       | 0,0 % (0/0) | 87,0 % (40/46) |